# Ceiba speciosa

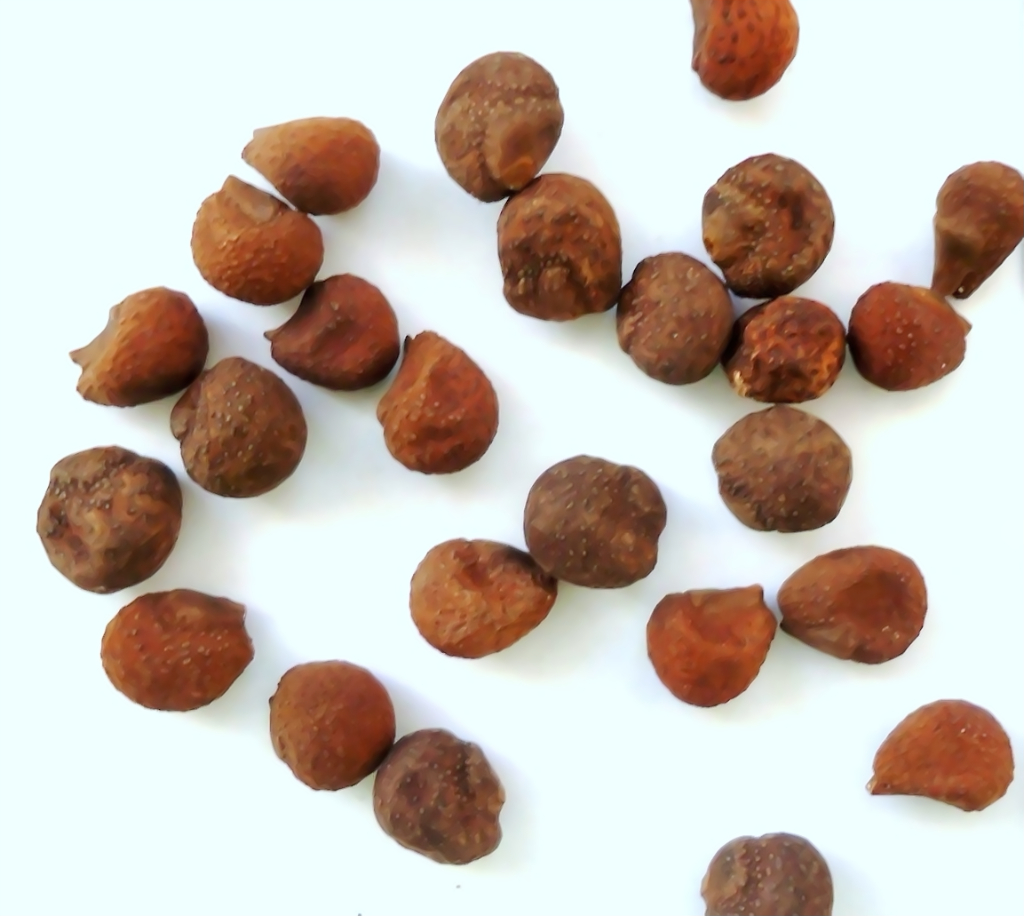
Semillas sueltas.

Ceiba speciosa, popularmente llamada palo borracho o árbol del puente, es una especie del género Ceiba nativa de las selvas tropical y subtropical de Sudamérica. Tiene varios nombres comunes locales: palo borracho, árbol botella, toborochi, árbol de la lana, palo rosado, samohú (del guaraní "samu’ũ"), lupuna hembra en Perú. Pertenece a la misma familia del baobab y del kapok. Otra especie del género Ceiba, Ceiba chodatii, también recibe el mismo nombre común.

## Descripción
Árbol de hoja caduca, de 10 a 20 m de altura, aunque no es excepcional que alcance más de 25 m. El tronco, ensanchado en su tercio inferior, le sirve para almacenar agua para tiempos de grave sequía. Está protegido por gruesos aguijones cónicos. En árboles jóvenes, el tronco es verde debido a su alto contenido en clorofila, capaz de realizar la fotosíntesis cuando faltan las hojas; con el tiempo, se forman vetas rugosas y agrietadas de color castaño grisáceo.
Las ramas tienden a ser horizontales y también están cubiertas de aguijones. Hojas compuestas con cinco a siete folíolos normalmente cerrados. Flores de cinco pétalos con el centro blanco cremoso y rosa en la zona distal, miden 10-15 cm de diámetro y su forma recuerda al hibisco. Su néctar es muy atractivo para los colibríes así como para las mariposas monarca que la polinizan.
Florece de enero a mayo en el hemisferio sur.
El fruto es una vaina ovoide de textura leñosa de 20 cm de largo, con semillas parecidas a garbanzos negros, rodeados de una masa de fibra algodonosa, floja, parecida al algodón o la seda.

## Ecología
Su hábitat original es el este de Bolivia, el noreste de Argentina, norte de Paraguay, sur de Uruguay y sur de Brasil. Es resistente a sequía y al frío moderado. Crece rápido cuando no le falta agua.

## Usos
La fibra contenida en los frutos, aunque no de tan buena calidad como en otras especies: Bombax ceiba, Ceiba pentandra, Calotropis procera, Cochlospermum gillivraei y Cochlospermum fraseri se usa para rellenos (densidad = 0,27 g/cm³) por su suavidad y flexibilidad, en embalajes, para hacer canoas, como pulpa de madera para hacer papel y en cuerdas. De las semillas se extrae aceite vegetal (tanto comestible como de uso industrial).
Esta especie se cultiva principalmente como planta ornamental. A menudo se encuentra en calles urbanas de ciudades subtropicales de España, Sudáfrica, Argentina, Australia, el norte de Nueva Zelanda y el sur de Estados Unidos.
Es un árbol frecuente en las provincias de Valencia, Málaga o Cádiz, al poseer climas cálidos con inviernos suaves carentes de heladas.[cita requerida]
El aceite se añade a algunas variantes de la bebida alucinógena ayahuasca.

## Taxonomía
La especie fue descrita inicialmente como Chorisia speciosa por Augustin Saint-Hilaire y publicada en Plantes Usuelles des Brasiliens, 63, en 1828, actualmente es tanto un sinónimo como el basónimo de esta; y ulteriormente, sería transferida al género Ceiba por Pierfelice Ravenna en Onira, 3(15), p. 46, en 1998.

#### Etimología
Ceiba: nombre dado por los taínos que se deriva de una palabra que significa 'bote', debido a que el tronco de las ceibas era utilizado por los taínos para construir los cayucos.
speciosa: epíteto latino que significa ‘bella’, ‘magnífica’, que alude a sus hermosas flores.

#### Sinonimia
- Bombax aculeatum Vell.
- Ceiba rosea (Seem.) K.Schum.
- Chorisia rosea Seem.
- Chorisia speciosa A.St.-Hil. basónimo
- Chorisia speciosa var. minor Chodat
- Chorisia speciosa var. paraguariensis Hassl.
- Spirotheca allenii (Woodson) Cuatrec.
- Spirotheca codazziana Romero
- Spirotheca rhodostyla Cuatrec.
- Spirotheca rimbachii Cuatrec.
- Spirotheca rosea (Seem.) P.E.Gibbs & W.S.Alverson
- Spirotheca salmonea Ulbr.
- Spirotheca trilobata Romero
- Xylon roseum Kuntze[8]

## Galería

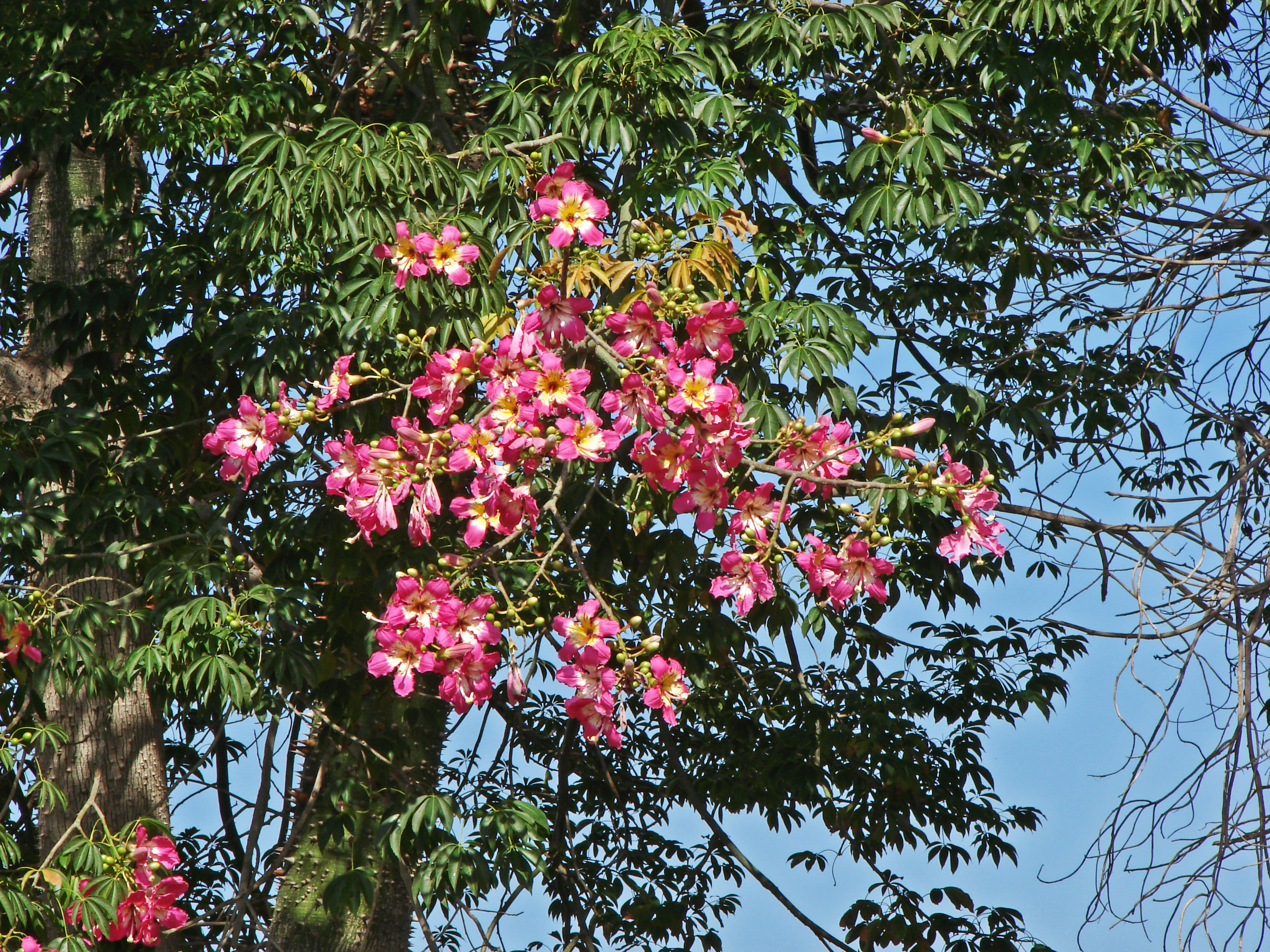
Flor
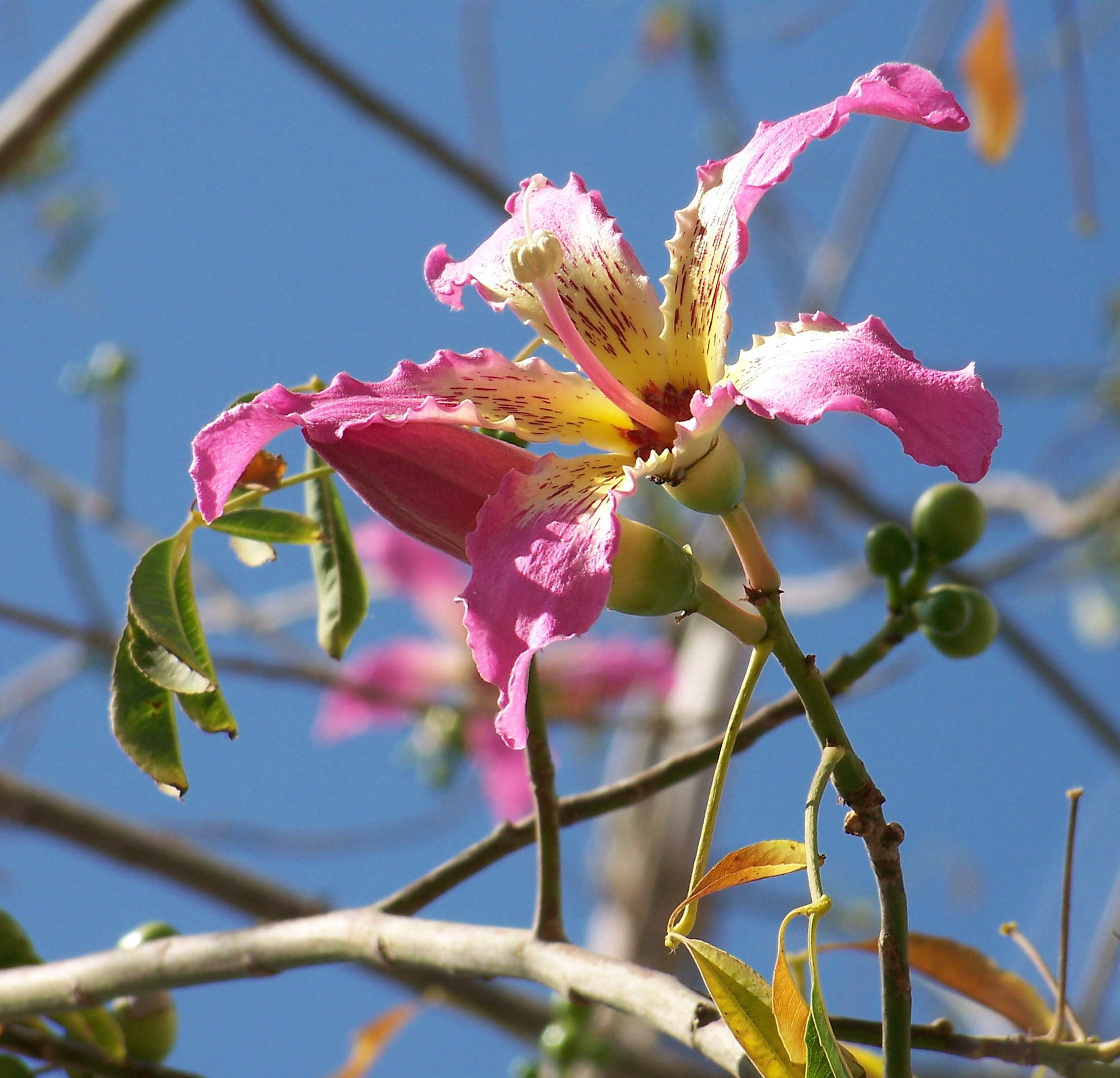
Flor
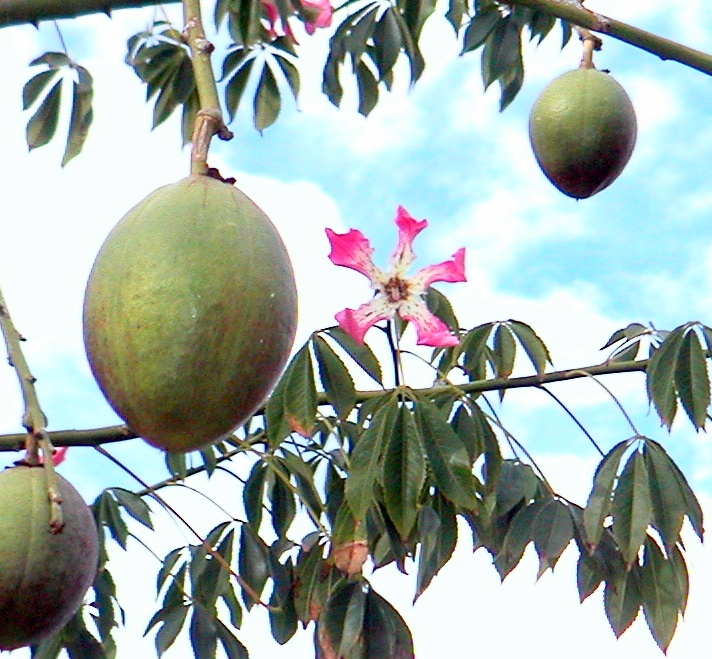
Fruto inmaduro
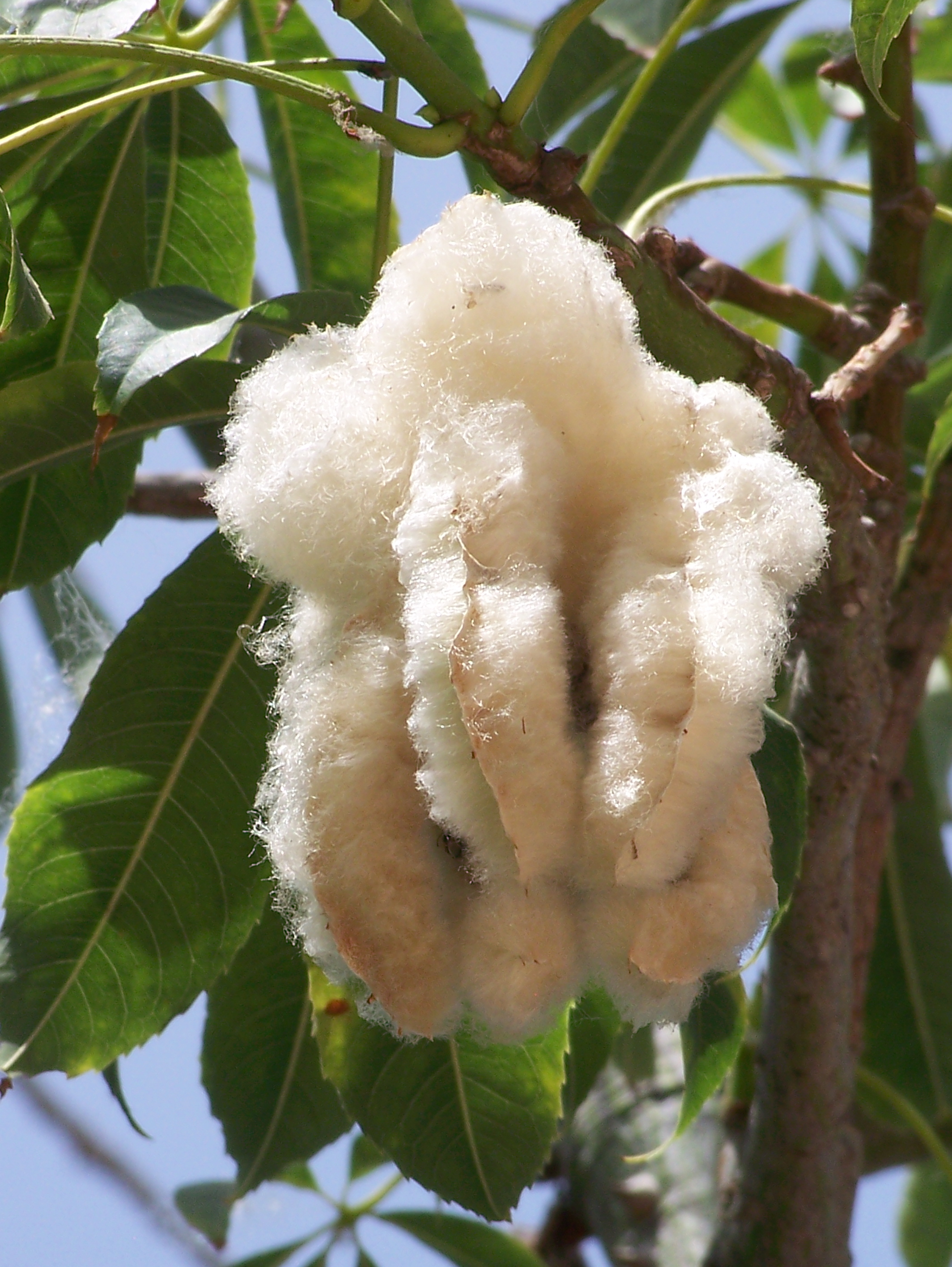
Fruto maduro abierto, con su fibra algodonosa.
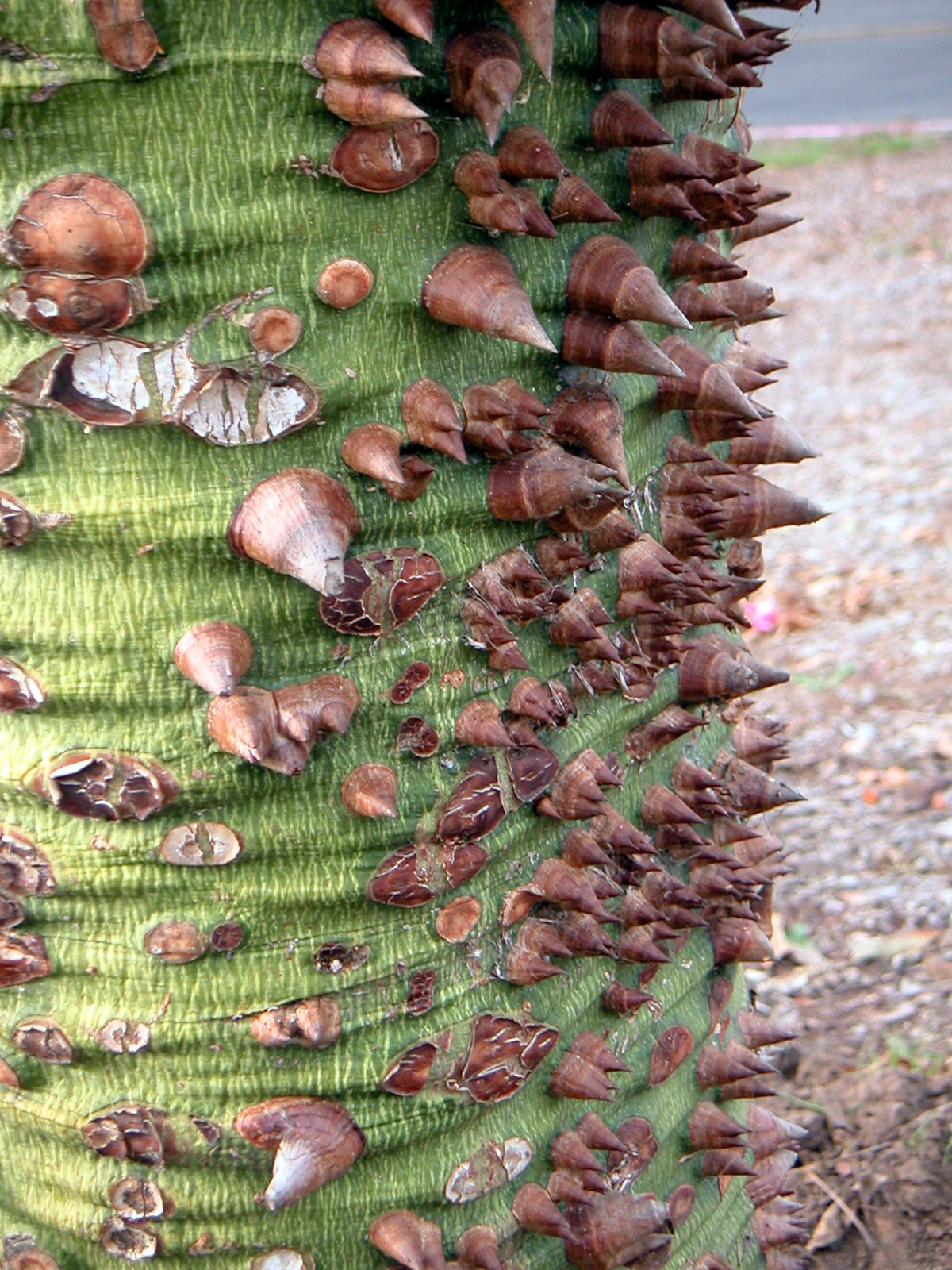
Detalle del tronco espinoso
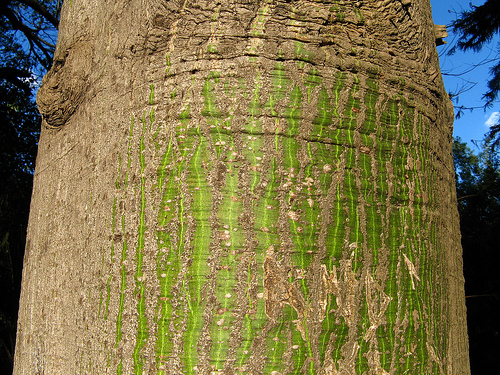
Tronco agrietado